# Егорова, Прасковья Степановна
Праско́вья Степа́новна Его́рова (1924, теперь Орловская область, Российская Федерация — 30 декабря 1982, поселок Новое Мелитопольского района Запорожской области) — новатор сельскохозяйственного производства, свинарка колхоза «Знамя коммунизма» Мелитопольского района Запорожской области. Депутат Верховного Совета УССР 5-го созыва. Герой Социалистического Труда (26.02.1958).

## Биография
Родилась в бедной крестьянской семье. Трудовую деятельность начала в 1937 году в колхозах Мелитопольского района Запорожской области.
С 1940-х годов — свинарка племенной свиноводческой фермы колхоза «Знамя коммунизма» поселка Новое Мелитопольского района Запорожской области.
Потом — на пенсии.

## Награды
- Герой Социалистического Труда (26.02.1958)
- орден Ленина (26.02.1958)
- медаль «За трудовую доблесть» (22.03.1966)
- Большая золотая медаль Всесоюзной сельскохозяйственной выставки (1954)
- медали